# Dennis Olsen (pilote automobile)
Pour les articles homonymes, voir Dennis Olsen.
Dennis Olsen, né le 1er janvier 1997, à Våler en Norvège est un pilote de course automobile norvégien qui participe à des épreuves d'endurance au volant de voitures de Grand tourisme dans des championnats tels que l'European Le Mans Series, le WeatherTech SportsCar Championship, le Championnat du monde d'endurance ainsi que les 24 Heures du Mans, et les 24 Heures de Daytona.

## Carrière
Fin 2017, avec le pilote australien Matt Campbell, Dennis Olsen rejoint le programme de développement « jeunes talents » du constructeur Porsche.
En 2018, fort du soutien de Porsche, Dennis Olsen rejoint l'écurie allemande Proton Competition afin de participer au championnat European Le Mans Series au volant d'une Porsche 911 RSR. Cette première saison dans ce championnat permet à Dennis Olsen de remporter une course, lors des 4 Heures de Portimão 2018, et de finir second lors des 4 Heures de Monza.
En 2019, après ses résultats de l'an passé en European Le Mans Series, Dennis Olsen traverse l'Atlantique afin de participer avec les écuries Wright Motorsports et Pfaff Motorsports à des épreuves des championnats WeatherTech SportsCar Championship, et Blancpain GT World Challenge America,. C'est ainsi qu'il participe pour la première fois aux 24 Heures de Daytona.

## Résultats en monoplace
| Saison | Championnat                 | Écurie                 | Courses | Victoires | Pole positions | Meilleurs tours | Podiums | Points | Classement |
| ------ | --------------------------- | ---------------------- | ------- | --------- | -------------- | --------------- | ------- | ------ | ---------- |
| 2013   | Formula Renault 2.0 NEC     | Josef Kaufmann Racing  | 16      | 0         | 1              | 0               | 3       | 211    | 3e         |
| 2013   | Formula Renault 2.0 Alps    | AV Formula             | 2       | 0         | 0              | 0               | 0       | 0      | 37e        |
| 2013   | Toyota Racing Series        | M2 Competition         | 15      | 0         | 0              | 0               | 0       | 410    | 13e        |
| 2014   | Eurocup Formula Renault 2.0 | Prema Powerteam        | 14      | 2         | 2              | 3               | 3       | 124    | 2e         |
| 2014   | Formula Renault 2.0 Alps    | Prema Powerteam        | 6       | 0         | 0              | 0               | 0       | 0      | N.C        |
| 2015   | Eurocup Formula Renault 2.0 | Manor MP Motorsport    | 17      | 1         | 1              | 0               | 3       | 101    | 8e         |
| 2015   | Formula Renault 2.0 NEC     | Manor MP Motorsport    | 6       | 0         | 0              | 0               | 1       | 98     | 14e        |
| 2015   | Formula Masters China       | Absolute Racing        | 3       | 0         | 0              | 0               | 1       | 17     | 16e        |
| 2015   | Masters de Formule 3        | Threebond with T-Sport | 1       | 0         | 0              | 0               | 0       | N/A    | 11e        |

## Palmarès

### Résultats aux24 Heures du Mans
| Année | Écurie          | Copilotes                        | Voiture         | Classe    | Tours | Pos. | Class Pos. |
| ----- | --------------- | -------------------------------- | --------------- | --------- | ----- | ---- | ---------- |
| 2019  | Porsche GT Team | Mathieu Jaminet Sven Müller      | Porsche 911 RSR | LMGTE Pro | 339   | 27e  | 7e         |
| 2021  | Team Project 1  | Anders Buchardt (de) Robby Foley | Porsche 911 RSR | LMGTE Am  |       |      |            |

### Résultats aux24 Heures de Daytona
| Année | Écurie            | Copilotes                                  | Voiture           | Classe | Tours | Pos. | Class Pos. |
| ----- | ----------------- | ------------------------------------------ | ----------------- | ------ | ----- | ---- | ---------- |
| 2019  | Pfaff Motorsports | Scott Hargrove Lars Kern Zacharie Robichon | Porsche 911 GT3 R | GTD    | 470   | Abd. | Abd.       |
| 2020  | Pfaff Motorsports | Zacharie Robichon Lars Kern Patrick Pilet  | Porsche 911 GT3 R | GTD    | 716   | 32e  | 13e        |

### Résultats enChampionnat du monde d'endurance
| Année     | Écurie                | Châssis         | Moteur                    | Classe   | 1        | 2   | 3      | 4   | 5   | 6   | 7   | 8     | Position | Points |
| --------- | --------------------- | --------------- | ------------------------- | -------- | -------- | --- | ------ | --- | --- | --- | --- | ----- | -------- | ------ |
| 2019-2020 | Dempsey-Proton Racing | Porsche 911 RSR | Porsche 4,0 L Flat-6 Atmo | LMGTE Am | SIL      | FUJ | SHA    | BHR | CAM | SPA | LMS | BHR 7 | 30e      | 9      |
| 2021      | Team Project 1        | Porsche 911 RSR | Porsche 4,0 L Flat-6 Atmo | LMGTE Am | SPA Forf | POR | MON 16 | LMS | BHR | BHR |     |       | 24e*     | 0,5*   |

* Saison en cours.

### Résultats enEuropean Le Mans Series
| Année | Écurie             | Châssis         | Moteur                    | Classe | 1     | 2     | 3     | 4     | 5     | 6     | Position | Points |
| ----- | ------------------ | --------------- | ------------------------- | ------ | ----- | ----- | ----- | ----- | ----- | ----- | -------- | ------ |
| 2018  | Proton Competition | Porsche 911 RSR | Porsche 4,0 L Flat-6 Atmo | LMGTE  | LEC 5 | MON 2 | RBR 4 | SIL 4 | SPA 5 | POR 1 | 6e       | 65     |